# Napoleonische Post in Norddeutschland

Karte des norddeutschen Teils des Französischen Kaiserreichs mit seinen Postorten

Der Artikel Napoleonische Post in Norddeutschland behandelt das Postwesen während der in Norddeutschland als Franzosenzeit bezeichneten napoleonischen Herrschaft im Zeitraum von 1806 bis 1813/1814. In dieser Zeit wurden die drei Hanseatischen Departements zur Durchsetzung der Kontinentalsperre eingerichtet.

## Postorganisation in den annektierten Gebieten
Es brauchte einige Zeit, bis die französische Postverwaltung die hinzugekommenen Postanstalten mit der nötigsten Ausrüstung versorgt hatte. Sofort nach der Verkündung wurden Stempel in Paris in Auftrag gegeben. Bis zu ihrem Eintreffen standen die alten Stempel weiter in Verwendung, soweit überhaupt welche in Verwendung waren. In den französischen Staatsschöpfungen, im Großherzogtum Berg und im Königreich Westphalen, waren bereits Stempel eingeführt worden. Von den deutschen Postverwaltungen wurden nur solche von Thurn und Taxis verwendet und dies aufgrund von Postverträgen mit Frankreich.
Von den zuerst gelieferten Stempeln gab es solche mit falscher Schreibweise, die bald durch neue ersetzt wurden. Bei größerem Postaufkommen bestanden sie dann wahrscheinlich noch für einige Zeit weiter. Es gab keine Vorschrift über die Stempelfarbe. Am häufigsten sind die Abgangsstempel in Schwarz und die Port-Paye-Stempel in Rot abgeschlagen worden. Es sind aber auch Abschläge in Grün und Blau bekannt. Jede Postanstalt erhielt einen gewöhnlichen Abgangsstempel mit der Nummer des Departements in der oberen und dem Namen des Postorts in der unteren Zeile. Dieser Stempel wurde verwendet, wenn das Porto, wie zu jener Zeit üblich, vom Empfänger noch zu bezahlen war.
Wurde das Porto jedoch vom Absender entrichtet, wurde der Port-Paye-Stempel verwendet. Ihn kennzeichnet jeweils ein „P“ vor und nach der Departement-Nummer. Fehlgeleitete Briefe erhielten einen „Debourse“-Stempel an dem Ort, zu dem sie fehlgeleitet worden waren und sicherten dieser Postanstalt das nun fällig werdende Porto. Er wurde auf der Rückseite abgeschlagen. Briefe aus der späteren Zeit zeigen den Debourse-Stempel auch auf der Vorderseite in Verbindung mit handschriftlichen Wertangaben. Es ist anzunehmen, dass auf diese Weise sogenannte Postvorschüsse kenntlich gemacht wurden. Postvorschüsse leistete der Postbeamte; an ihm war es, die Gebühr vom Empfänger einzuziehen. Für eine solche Postvorschrift, die diese Möglichkeit eröffnet, konnte bisher der Nachweis nicht erbracht werden, wohl aber die Ermahnung an die Posthalter, die Handhabung des Stempels nur bei fehlgeleiteten Briefen zu verwenden. Bei den handschriftlichen Angaben kann es sich aber auch um eine Datumsangabe handeln.
Für eingeschriebene (rekommandierte) Briefe wurde der Nebenstempel „Charge“ verwendet. In seinem Fall war die Stempelfarbe, nämlich Schwarz, vorgeschrieben, folglich war auch ein solches Stempelkissen vorhanden. Der älteste bekannte Nummernstempel der hanseatischen Departements ist vom 1. August 1811 bekannt, hierzu muss aber gesagt werden, dass der genaue Verwendungszeitraum nur sehr schwer zu ermitteln ist. Mit der Vertreibung der Franzosen gingen die meisten Stempel verloren oder wurden eingezogen. „Vergessene“ Stempel waren nach den Wirren noch einige Jahre in Gebrauch, bei ihnen ist meistens die Departementsnummer entfernt worden.
Über die Portofreiheit wurde sehr sorgfältig gewacht. Hierzu wurden besonders schöne Cachets von Büros hergestellt. Vermutlich wurden sie von privaten Stempelmachern hergestellt. Natürlich galten auch handschriftliche Franchisevermerke als zulässig.

## Organisation
Als Leiter der Generalpostdirektion in den hanseatischen Departements und für Lippe wurde der französische Kommissar Juillac mit Sitz in Hamburg ernannt. Die Organisationsstruktur war in diesen Departements identisch. Je zwei unterstanden einem „Inspektor“, die Leiter der Postbüros in Hamburg und Bremen führten die Amtsbezeichnung „Erster Postdirektor“, wohingegen diejenigen in den anderen Städten nur „Postdirektor“ genannt wurden. Eine Anordnung Napoleons verlangte, darüber hinaus, die vorhandenen deutschen Postvorsteher durch Franzosen zu ersetzen, ebenso wie in den anderen Verwaltungseinheiten. Die Postbüros in Hamburg, Lübeck, Lüneburg, Stade, Osnabrück und Münster waren den heutigen Leitpostämtern vergleichbar. Die anderen Postanstalten bestanden oft nur aus einem berittenen Boten, der gleichwohl über eigene Stempel verfügte. Der Bote trug die Post auch in Orte ohne Postanstalt aus.

## „Holländische“ Departements in Deutschland

Poststempel von Münster während der Zugehörigkeit zum Departement 121 Oberissel (September 1810 bis April 1811)

Schon am 9. Juli 1810 wurde beschlossen, das Königreich Holland, das seit 1806 von dem Bruder Napoleons, Louis Bonaparte, regiert wurde, Frankreich anzugliedern. Gleich mit vereinnahmt wurde der nördliche Teil des Königreiches Hannover und Gebiete westlich der Ems aus dem Großherzogtum Berg. Diese Regelung war nur von kurzer Dauer. Die Arrondissements Münster, Rees und Steinfurt bildeten seit dem 27. April 1811 das Departement 131 Lippe.

### 120 – Isselmündung
Seit dem 26. Dezember 1810 gehörte der südliche Teil des Arrondissements Steinfurt zu diesem Departement. Neben Postanstalten in Burgsteinfurt, Rheine, Coesfeld und Bentheim waren Nebenstellen (Distributionen) in Horstmar, Maxhafen, Nottuln, Neuenkirchen und Emsdetten. Sie, wie die der anderen Arrondissements verfügten über keine Stempel. Departementstempel sind nur von Rheine bekannt. Für die anderen Orte sind Stempel möglich, bislang aber noch nicht nachgewiesen.

### 121 – Oberissel
Ebenfalls aus dem Großherzogtum Berg wurden die Arrondissements Münster und Rees herausgelöst und dem holländischen Département Yssel-Supérieur zugeschlagen. Postanstalten waren in Münster, Ahaus, Bocholt, Emmerich und Rees, Nebenstellen in Elten, Borken, Haltern und Telgte. In Anholt gab es ein Grenzpostamt.

### 123 – Westlich der Ems
Zu dem Departement „Westlich der Ems“ gelangte der nördliche Teil des Arrondissements Steinfurt. Postanstalten sind aus Nienhuys (Neuenhaus) und Nordhorn bekannt. Stempel aus dieser Zeit konnten bisher nicht nachgewiesen werden.
Der April 1811 bedeutete das Ende der drei Departements 120, 121 und 123. Mit Wirkung des Senatsbeschlusses 6700 vom 27. April 1811, Artikel 1, werden die Arrondissements von Rees und Münster (Departement „Obere Issel“), das Arrondissement Steinfurt (zum Departement „Isselmündung“ gehörend), das Arrondissement von Neuhaus (zum Department westlich der Ems gehörend) von diesen Departements getrennt. Sie bildeten das neugeschaffene „Departement de Ia Lippe“ (131). Sein Hauptort war Münster.

### 124 – östlich der Ems
Das Departement 124 „Östlich der Ems“ setzte sich mit seiner Schaffung am 9. Juli 1810 aus Teilen des Königreiches Holland und dem nördlichen Teil von Hannover zusammen. Im Jahre 1801 war das Königreich Hannover von Großbritannien getrennt worden. Das Departement gliederte sich in drei Bezirke, in Aurich, Emden und Jever mit insgesamt 108 Gemeinden in 14 Landkreisen. Als zentraler Ort wurde Aurich ausersehen. Nach einem Dekret aus Fontainebleau vom 18. Oktober 1810 entstanden sieben Postämter und zwar in Aurich, Emden, Esens, Jever, Leer, Norden und Wittmund. Bis 1811 war die Stempelfarbe Schwarz und wechselte 1812, mit Ausnahme von Esens, in Rot. Als frühestes Datum ist für „124 Norden“ der 25. März 1811 und für „124 Aurich“ der 31. März 1811 bekanntgeworden.

## Die hanseatischen Départements
Das auf Grund eines Senatsbeschlusses vom 13. Dezember 1810 annektierte Gebiet entlang der Nordsee und einer Linie von Haltern über Telgte, Stolzenau, Ratzeburg bis etwa Lübeck umfasste die Herzogtümer Lauenburg und Oldenburg, die Freie Hansestadt Bremen, die Grafschaft Bentheim-Steinfurt, das Herzogtum Arenberg-Meppen und der Fürsten zu Salm-Salm und Salm-Kyrburg, der nördliche Teil von Hannover, Teile des Königreiches Westphalen und der Bistümer Osnabrück und Minden.
Napoleon ordnete am 1. Januar 1811 die Einteilung in die drei hanseatischen Départements an, am 27. April 1811 kam das Dep. der Lippe hinzu. Das ebenfalls kontrollierte Schwedisch-Pommern mit dem Hauptort Stralsund blieb unverändert erhalten.

### 128 – Département der Elbmündung
Die Verwaltung des Großherzoglich Bergischen Oberpostamt war bereits am 4. August 1808 französisch geworden. Durch Dekret vom 18. Dezember 1810 wurde es nun Hauptpostamt des neuen Departements des Bouches de l’Elbe (Département der Elbmündung). Die bisher verwendeten Stempel mit Rayonbezeichnung wurden noch bis August 1811 eingesetzt. Die neuen Herkunftsstempel sind dagegen schon seit April 1811 bekannt.
- In Hamburg hat es zwei Aufgabestempel „128 Hamburg“ gegeben, die sich durch eine geringe Verschiebung der „128“ gegenüber der unteren Zeile voneinander unterscheiden. Die Port-Paye-Stempel wurden wie die Déboursé-Stempel rot abgeschlagen. Während der Zeit der Besetzung vom 18. März bis 5. Mai 1813 war ein kleiner Einzeiler, wahrscheinlich preußischer Herkunft, in Gebrauch. Nach der Wiederbesetzung durch die Franzosen am 30. Mai 1813 waren einige Stempel in Verlust geraten. So wurde anstelle des Port-Paye-Stempels bis September ein Nebenstempel Post-Paye zum rot abgeschlagenen „128 Hamburg“ beigesetzt. Ebenfalls unauffindbar war der Herkunftsstempel für Post aus Dänemark. Bis der neue Stempel zur Verfügung stand, kam ein „Thurn & Taxis“-Stempel zu neuen Ehren. Es wurden jedoch bald neue Stempel benutzt. Vermutlich wurden diese Stempel von lokalen Stempelschreibern gefertigt.

Das Département bestand aber nicht nur aus dem Hauptort Hamburg, 14 weitere Postorte zählen dazu. Der Stempel Neuhaus „128“ ist bisher zweifelsfrei nur auf einem Brief vom 2. Mai 1811 bekannt.

### 129 – Departement der Wesermündung
Die Schaffung der Verwaltungseinheit Département des Bouches-du-Weser (Département der Wesermündung) geht gleichfalls auf des Dekret vom 1. Januar 1811 zurück. Der Hauptort war Bremen, das Großherzoglich Bergische Postamt wurde übernommen. Dem Département gehören 26 Postanstalten an.
- Zu Bremen: Der kleine Stempel existierte bis zum Ende der Besatzungszeit.
- Zu Burgförde: Dieses Postamt lag an der Straße von Oldenburg nach Aurich. Im Jahr 1813 wurde es aufgehoben und in Westerstede neueröffnet.
- Zu Lehe: Während der Kämpfe der napoleonischen Truppen gegen die Russen, ging der Abgangsstempel verloren. Stattdessen wurde für kurze Zeit der Westfälischen Stempel mit handschriftlicher „129“ verwendet. Genau dieser Stempel ist aus dem Jahr 1811 als Vorläufer bekannt.
- Zu Rotenburg: Es gibt zwei Serien. Beim Einmarsch der Russen gingen alle Papiere und Stempel verloren. Der Postmeister Watenberg soll mit den Kosaken Tentenborgs kollaboriert haben und wurde deshalb zum Tode verurteilt, später jedoch begnadigt. Am 26. April 1813 wurde Rotenburg von den französischen Truppen unter Louis-Nicolas Davout „befreit“. Die Herkunft der neuen Stempel ist umstritten.

### 130 – Département der oberen Ems
Dieses am 1. Januar 1811 geschaffene und am 4. Juli 1811 in Saint Cloud bestätigte Département de l’Ems-Supérieur (Département der oberen Ems) hatte Osnabrück als Hauptort und Verwaltungssitz von insgesamt 19 Postanstalten.
- Hinweis zum Stempelort Osnabrück: Bis die Département-Stempel eintrafen, war der Westphälische Stempel in Gebrauch.

### 131 – Département der Lippe

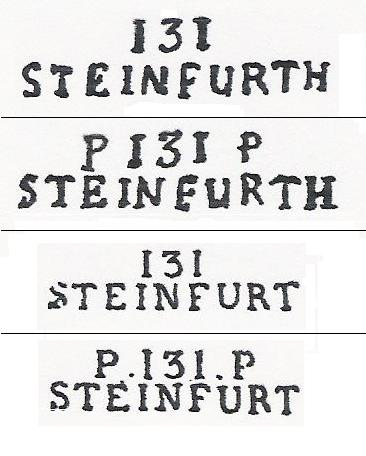
Beispiele für Ortsstempel

Das Département der Lippe existierte mit Wirkung des Senatsbeschlusses vom 27. April 1811. Es setzte sich aus den Arrondissements Münster, Rees und Steinfurt, die ihrerseits seit dem 26. Oktober 1810 den holländischen Départements unterstellt gewesen waren. Die neue Verwaltungseinheit besaß als Hauptort die Stadt Münster, ihr unterstanden weitere 13 Postanstalten.

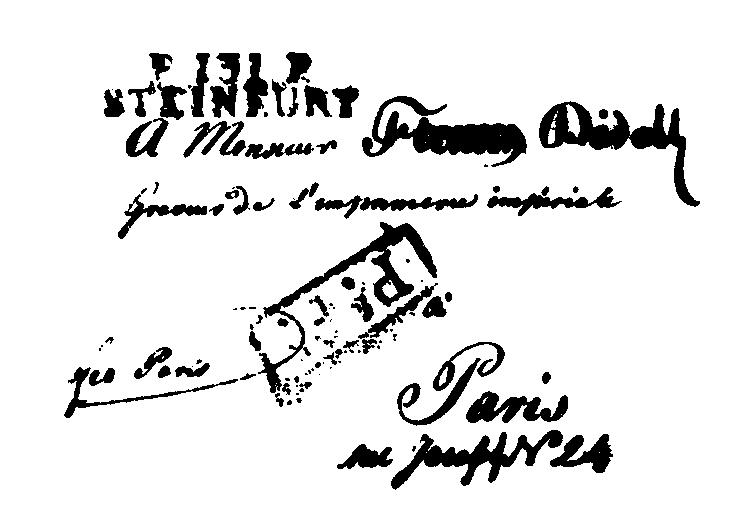
Seltener, vorausbezahlter Brief „P 131 P Steinfurt“

## Ende der napoleonischen Herrschaft
Die Völkerschlacht bei Leipzig vom 16. bis 19. Oktober 1813 hatte eine für Preußen günstige Entscheidung gebracht. Napoleon war geschlagen und musste seine Truppen über den Rhein zurückführen.
Der Zusammenbruch der napoleonischen Herrschaft in Deutschland bedeutete auch ihr unwiderrufliches Ende, ihre Wirkung ging jedoch weit über das Jahr 1813 hinaus. Die erstmalige Einführung von Poststempeln mit all den hiermit verbundenen durchgreifenden Neuerungen und der Briefbehandlung und Briefbeförderung und die sonstigen zweckmäßigen und grundlegenden Änderungen im Postdienst hatten eine nicht zu unterschätzende Wirkung auf die weitere Entwicklung der Post in Deutschland. Sie schufen die Grundlage für die Reform und Vereinheitlichung des deutschen Postwesens.